# Головна руська рада
Головна́ ру́ська ра́да (оригинальное название — «Головна Руска Рада», «Гла́вная ру́сская ра́да») — политическая организация галицких русинов (украинцев). Была создана  2 мая 1848 года во Львове в ходе революционного восстания в Галиции. Впервые официально провозгласила галицийских русинов частью украинского народа. Распущена австрийским правительством в 1851 году.

## Создание
Головна руська рада была создана 2 мая 1848 г. во Львове в ходе революционного восстания в Галиции, сопровождавшегося подъёмом русинского национального движения. В её состав вошли 30 постоянных членов. Председателем был избран грекокатолический епископ Григорий Яхимович, его заместителями стали Михаил Куземский и Иван Борисикевич, секретарями — М . Малиновский и Т. Леонтович.
В городах Восточной Галиции (Стрые, Коломые и др. — всего около пятидесяти) создавались местные, окружные рады.
С 15 мая 1848 года Головна руська рада стала издавать первую в Галиции газету на украинском языке — «Зоря галицкая». В первом номере газеты было опубликовано воззвание, в котором заявлялось:

Мы, галицкие русины, принадлежим к большому русинскому народу, который говорит на одном языке и насчитывает 15 миллионов, из которых два с половиной миллиона живут в Галицкой земле.
Оригинальный текст (укр.) Мы Рꙋсини Галицки належимо до великого рꙋского народꙋ, котрый о̂днимъ говоритъ ѧзыкомъ и̂ 15 мїлѣоно̂в выноситъ, зъ котрого по̂лтретѧ мїлѣона землю Галицкꙋ замешкꙋе.
Это была первая в Галиции официальная декларация о том, что галицкие и приднепровские украинцы (в современной терминологии) — одна нация.
Подобные воззвания неоднозначно воспринимались титульной нацией Австро-Венгрии, поэтому в третьем послании Руськой рады к послам венского парламента было написано: «К нашим братьям — немцам от 2 августа 1848 г. Раздаются голоса, подозревающие нас в тяготении к России и не желающие нам национального развития. Эта точка зрения представляет с давнего времени опасную позицию, с которой наши враги смертоносными ударами нападают на нашу национальность, когда лишь она дерзнёт проявлять признаки жизни. Братья-немцы! Великороссы (Russen) — наши соплеменники. Одна и та же славянская кровь течёт в наших и их жилах, общая судьба с прошедших времён, родственный язык, обычаи и т. п. делают великорусских братьев для наших сердец ценными и дорогими (werth und theuer). Если бы мы то отрицали, мы бы лгали и не могли бы перед очами Европы выступать как честные и добросовестные люди».
Впервые в истории по инициативе Головны руськи рады с учётом исторических традиций в качестве национальных символов Галицкой Руси были приняты герб князей Галичины-Волыни с изображением на синем поле золотого льва, взбирающегося на гору, и сине-жёлтый флаг (впоследствии стал государственным флагом всей Украины).
Политическая программа Головны руськи рады содержала ряд требований, в том числе:
- раздел Галиции на самостоятельные административные единицы, восточную — украинскую и западную — польскую, что, в частности, обсуждалось на Славянском съезде народов Австрийской империи в июне 1848 г.,
- объединение в одну провинцию украинских земель (Восточной Галиции, Буковины и Закарпатья) под властью Австрийской империи,
- преподавание в учебных заведениях и издание правительственных распоряжений на русинском (украинском) языке,
- уравнивание грекокатолического духовенства в правах с католическим,
- упрощение порядка получения должностей в правительственных учреждениях для русин,
- проведения аграрной реформы с ликвидацией крепостного права.

## Деятельность
Головна руська рада организовала во Львове в 1848 году первый съезд русинских учёных и писателей — «Собор русских учёных», во время которого основала культурно-просветительскую организацию «Галицко-русская матица»; кроме того, инициировала основание Народного дома во Львове, а также комитетов из представителей интеллигенции и духовенства, издавала газету «Зоря галицкая» (Зорѧ галицка (1848), Зоря галицка (1848—1851, 1855—1857), Зоря галицкая (1852—1854)) на русинском языке.
Головна руська рада предпринимала действия по созданию украинских вооружённых формирований — национальной гвардии в городах, сельской самообороны и Русинского батальона горных стрелков.
Одобрила земельную реформу 1848 года. В политических вопросах рада пошла на союз с австрийской монархией, а также приветствовала подавление Россией революционного движения в стране.
Деятельность Головны руськи рады встретила активное противодействие польских общественных организаций, в частности — Центральной рады народовой. Отношения с австрийскими властями были неоднозначными. Австрийцы шли на уступки в языковом и культурном вопросе, но противодействовали политической деятельности. После восстановления абсолютистской монархии Головна руська рада постепенно свернула свою деятельность, а в 1851 году была распущена.
С Головны руськи рады началась история «москвофильских» организаций на Западной Украине: Галицко-русская матица, Русский народный дом (Львов), Русская рада.